# もっこ
畚（もっこ、ふご）とは、縄、竹、蔓（つる）などを網状に編んだ運搬用具。

## 概要
藁蓆（わらむしろ）など平面の四隅に吊り綱を2本付けた形状の運搬用具である。箱型の箱畚や馬に付ける駄つけ畚（ビク）もある。吊り綱がつくる2つの環に棒を通し、前後2人でを担いで持ち上げ運搬する。主に、農作業などで土や砂を運搬することに使用される。日本では昭和初期まで土木工事にも用いられた。「軽籠」、「もっこう」とも称する。引越作業でも長方形の丈夫な布の四隅に吊り綱を2本付けた畚が大型家具やピアノの運搬の際に用いられる。北海道の漁村では、鰊の運搬に用いる木製の背負い箱を「もっこ」と呼んだ。
なお、畚を「ふご」と読むときは稲わらを編んだ円筒状または円状の運搬容器を指す。

## 派生
- もっこ部隊 - 武田氏にもっこを用いた投石部隊の小山田隊が存在した。

## 語源
- 持ち籠（もちこ）という言葉の音便だとされている。